# 莉子
莉子（日语： Riko，2002年12月4日—），日本模特兒、演員、影片創作者。出身於日本神奈川縣。所屬經紀公司為N.D.Promotion。

## 經歷
2014年6月，小學5年級時，應徵了愛用的品牌—「ANAP GIRL」參加的全部時裝秀的伸展台，最後成為了這品牌的網絡模特兒。
2017年6月，於「Zipper」的模特兒海選，獲得了以中學生為對象的特別賞賞「Junior Block 賞（ジュニアブロック賞）」。於Zipper SUMMER號，作為模特兒登場。
2018年3月，從ANAPGIRL的網絡模特兒畢業。同年3月31日，於「Popteen」2018年5月號，成為此雜誌的常規模特兒，而於10月1日發售的「Popteen」2018年11月號開始成為此雜誌的專屬模特兒。
約同年5月開始於TikTok投稿爆紅，粉絲數爆增。
2019年3月1日，於「Popteen」2019年4月號第一次登上封面。同年，作為現役高中生的Popteen模特兒，被起用為朝日放送電視台的影片投稿綜藝節目「部活ONE!放送部」的主持。
2020年1月5日開始，出演AbemaTV的戀愛真人秀「別被月亮與狼醬所欺騙」，獲得巨大反響。
同年2月1日，於「Popteen」2020年3月號的「最喜愛的模特兒排行榜（好きなモデルランキング）」第一次獲得1位，4月1日再於此雜誌的2020年5月号「最喜愛的模特兒排行榜（好きなモデルランキング）」獲得1位。同月30日，於「Popteen」2020年6月号上第一次的單獨登上封面。
同年4月，於Mynavi Teens的「最喜愛的女性影響者排行榜（好きな女性インフルエンサーランキング」獲得第1位，同年6月於JCJK的「JC・JK流行語大賞2020年上半期」人類部門被選為第2位。
「Popteen」2021年7月號，從其專屬模特兒畢業。擔任了最後的單獨封面。

## 人物
- 2002年12月4日誕生，神奈川縣出身。身高158cm，血型是B型。
- 社交平台的總粉絲數超過200萬（Twitter→318,000、instagram→609,000、Tik Tok→1,300,000），粉絲大多為青少年[14]。
- 喜歡的時尚風格是Emo Casual[15]。
- 特技是高爾夫和瑜伽球[14]。由六歲開始打高爾夫，最佳成績是89[6]。
- 為了告知Popteen的發售資訊，會於自己的Instagram上上載使用了Popteen附錄配搭的搭配。當時就已經作為常規模特兒於社交平台產生影響力[16]。
- 於TikTok投稿影片的契機是經理人的建議。當初雖然沒有興趣，但是逐漸感到有趣，而且成為了她日常生活的一部份[17]。
- 和同樣身為Popteen專屬模特兒的好朋友—香音（日语：香音）和古田愛理（日语：古田愛理）一起組成了人氣組合「アリカ」。
- 於AbemaTV的「別被月亮與狼醬所欺騙」節目中，和演員曾田陵介感情好的樣子備受關注，作為「曽田莉子 （そたりこ)」獲得人氣。

## 出演
- 作為主演出演的會以粗體表示

### 電影
- 劇場版 パラレルスクールDAYS（2019年3月31日，ユナイテッド・シネマ アクアシティお台場で上映） - 國土なるこ
- 小說之神（2020年10月2日，HIGH BROW CINEMA） - 千谷雛子[18][19]
- 劇場版 DISTORTION GIRL（2021年7月30日 - 8月5日，於吉祥寺Uplink） - 主演・フツ子[20]
- 你所墜落的青空（日语：君が落とした青空）（2022年2月18日，Happinet Phantom Studios（日语：ハピネットファントム・スタジオ）） - 丸井佐喜子[21]
- 牛首村（2022年2月18日，東映） - ミツキ[22][23][24]
- 我想被高中女生殺死（2022年4月1日，日活） - 君島京子[25][26]
- 如月車站（2022年6月3日，AEON ENTERTAINMENT（日语：イオンエンターテイメント） / ナカチカ） - 松井美紀[27]
- スクロール（2023年2月3日、ショウゲート） - ハル [28]
- 千輝同學未免甜得過火（2023年3月3日、松竹） - 小原知花[29]
- Love Will Tear Us Apart（2023年8月19日、VANDALISM） - 山口環奈[30]
- 不同星球的奇怪戀人（日语：違う惑星の変な恋人）（2024年1月26日、SPOTTED PRODUCTIONS） - 主演 · むっちゃん[31]
- 不知戀愛的我們（日语：恋を知らない僕たちは）（2024年8月23日、松竹）-  汐崎泉[32]

### 短篇電影
- 短篇綜合電影 GEMNIBUS vol.1『フレイル』（2024年6月28日預定公開、TOHO NEXT）[33]

### 電視劇
- 警視廳零系〜生活安全科萬能諮詢室〜（日语：警視庁ゼロ係〜生活安全課なんでも相談室〜）SEASON5 第8話（2021年6月18日，東京電視台） - 辻奈緒美
- 甜蜜复仇（日语：スイートリベンジ） 第9話・第10話（2021年10月25日・11月1日，富士電視台） - リリサ[34]
- 心動迎戰Song！（2022年1月11日 - 3月15日，TBS） - 松田穂香[35]
- 畢業典禮上神谷詩子不在（日语：卒業式に、神谷詩子がいない）（2022年2月27日 - 3月27日，日本電視台） - 宮田萌[36]
- 村井之戀（2022年4月6日 - 5月25日，TBS） - 西藤仁美[37]
- 警視廳·搜査一課長（日语：警視庁・捜査一課長） SEASON6 第5話（2022年5月12日，朝日電視台）- 幸田早芽[38]
- 理想男友（日语：理想ノカレシ） 第1話（2022年6月1日，TBS）- 西藤仁美[39]
- 教主的女兒 第1話 - 第3話（2022年6月2日 - 16日，每日放送、神奈川電視台）- 中野亞紀[40]
- 笨蛋之吻（日语：ばかやろうのキス） 第2話（2022年8月13日，日本電視台）- 宮田萌[41]
- 5分鐘後意外的結局（日语：5分後に意外な結末）（2022年9月22日 - 10月13日，讀賣電視台・日本電視台） - 主演・五分市りさ [42]
- 清晨首班列車的殺風景（2022年11月4日・18日・12月9日，WOWOW）- 葛城[43]
- 詐欺獵人 第7話（2022年12月2日，TBS） - 飯田茉奈 [44]
- 直播劇！東京24時（日语：生ドラ!東京は24時） 第2夜「美大の駅伝」（2023年1月3日，富士電視台）- 多摩優樹菜
- 非快速眼動之窗2023・新春（日语：ノンレムの窓） 第3話「大人になってからの友達作り」（2023年1月7日，日本電視台）- 吉田[45]
- 為了單相思的他而調查的時候，不知不覺就成為了名偵探。（日语：片想いの彼のために捜査してたら、いつのまにか名探偵になりました。（仮））（2023年1月14日，富士電視台） - 主演・江戶奈奈未[46]
- 最好的老師（2023年7月15日 - 9月23日，日本電視台）- 生田やよい[47]
- 閃爍的青春（WOWOW）- 槙田悠里
  - Season 1（2023年9月22日 - 11月10日）[48]
  - Season2（2024年1月19日 - 2月23日）[49]
- SHUT UP（日语：SHUT UP）（2023年12月4日 - 2024年1月29日，東京電視台） - 川田惠[50]
- 福岡愛情故事（日语：福岡恋愛白書）「夏休みのヤンキー君」（2024年3月22日，九州朝日放送）- 主演 · 西宏美[51]
- 害怕（日语：怖れ (テレビドラマ)）（2024年8月16日 - 10月17日，CBC電視台）- 主演 · 溝口真由[52]
- GO HOME～警視廳身份不明人相談室～ 第6話（2024年8月24日，日本電視台）- 樋口美晴[53]
- 3年C班正在進行不倫關係（日语：3年C組は不倫してます）（2024年10月2日 - 12月18日，日本電視台）- 主演 · 上村蒼[54]
- 霧尾粉絲俱樂部（日语：霧尾ファンクラブ）（2025年4月3日 - 6月5日，中京電視台・日本電視台）- 染谷波[55]
- 明天會是更好的一天（2025年7月7日 - ，富士電視台）- 栗原芽衣[56]

### 網絡劇
- とけないで、サマー（2018年8月8日 - 18日，Nom de plume （页面存档备份，存于）） - ナナミ[57]
- パラレルスクールDAYS（2019年2月18日 - 3月15日，Y!Mobile（日语：ワイモバイル），全20回） - 國土なるこ
- 蒼い夏（2019年4月16日 - 26日，Nom de plume （页面存档备份，存于），全4回） - ハンナ
- アスタリスクの花（2019年7月30日 - 8月30日，Nom de plume （页面存档备份，存于）、全9回） - 水沢小春[58]
- 僕等の物語「ラストナンバー」（2020年7月5日）[59]
- DISTORTION GIRL（2020年9月6日 - ，YouTube/PLAY DISTORTIONch） - 主演・フツ子[60]
- 黑色灰姑娘（日语：ブラックシンデレラ）（2021年4月22日 - 6月10日，ABEMA） - 主演・神谷愛波[61][62]
  - 黑色灰姑娘（日语：ブラックシンデレラ） -卒業編-（前編：2021年6月10日・後編：6月17日，ABEMA）[63]
- 甜蜜复仇（日语：スイートリベンジ） 第9話・第10話（2021年9月14日・21日，FOD） - リリサ[64]
- 失恋めし （2022年1月14日 - ，Amazon Prime Video）
- ショート・プログラム（日语：ショートプログラム (漫画)）「メモリーオフ」（2022年3月1日 - ，Amazon Prime Video） - 主演・野々村まなみ[65]
- 放學後堤防日誌（2023年6月13日 - 8月8日 ，Lemino）- 主演・鶴木陽渚[66]
- INFORMA：地下世界的野獸們（2024年11月7日 - 12月26日，ABEMA） - 廣瀨

### 網路廣播劇
- 在透明膜的另一邊呼吸 （日語：透明なフィルムの向こう側で息をする）（2023年1月31日 - 、Spotify、オーディオドラマ） - 主演・黒川雛子[67]（古川雄輝とW主演）

### 電視節目
- #部活ONE!放送部（日语：部活ONE!シリーズ）（2019年4月3日 - 2021年4月30日，朝日放送電視台） - 主持[10]
- 部活ピーポー全力応援!ブカピ!（2020年3月31日 - 2021年4月30日，朝日放送電視台） - 主持
- 真假驗證中（日语：それって!?実際どうなの課）（2020年1月29日，中京電視台）
- 閒聊007（2020年3月16日、日本電視台）
- しくじり先生 俺みたいになるな!!（日语：しくじり先生 俺みたいになるな!!）（2020年4月13日、2021年5月17日 - ，朝日電視台）
- 松子会议（日语：マツコ会議）（2020年6月20日，日本電視台）
- Down Town DX（日语：ダウンタウンDX）（2020年8月20日，讀賣電視台）
- チコちゃんに叱られる!（日语：チコちゃんに叱られる!）（2020年11月20日，NHK綜合頻道）
- 痛快TV 爽快JAPAN（日语：痛快TVスカッとジャパン） 胸キュンスカッと「好きになってもいいですか?」（2021年1月18日、富士電視台） - 主演・伊村瑠奈
- あいつ今何してる?（日语：あいつ今何してる?）（2021年3月24日，朝日電視台）
- ポップイン! クラフト（2021年4月2日 - ，NHK教育頻道） - 主持
- ヒルナンデス!（日语：ヒルナンデス!）「お悩み解決！着回しコーデ」（2021年4月2日，日本電視台）
- これが定番！世代別ベストソング ミュージックジェネレーション（2021年5月29日，富士電視台）
- キスマイ超BUSAIKU!?（日语：キスマイ超BUSAIKU!?）（2021年7月8日，富士電視台）
- 跳吧!!秋刀鱼大人（日语：踊る!さんま御殿!!）（2021年9月14日，日本電視台）
- 有点心机又如何（日语：あざとくて何が悪いの?）（2021年12月31日，朝日電視台）

### 網絡動畫
- Artiswitch（日语：Artiswitch）（2021年 - ，YouTube） - マナ[68]

### 網絡節目
- 別被月亮與狼醬所欺騙（2020年1月5日 - 3月29日，AbemaTV）[69][70]
- 恋する♥週末ホームステイ（日语：恋する♥週末ホームステイ）（2021年4月13日 - 6月22日，ABEMA） - Season 主持
- リコレイのB→A～垢抜けたら自分を好きになった～（2021年7月31日 - 9月18日，Paravi） - 主持[71]

### 舞台劇
聖なる怪物（2023年3月10日 - 3月19日）

### 音樂影片
- H!dE（日语：H!dE）「メゾン」（2019年）[72]
- いきものがかり「さよなら青春（日语：WE DO (アルバム)）」（2020年）
- over the moon「もしも明日世界が消えても、僕等の物語は続いていく」（2020年）[73]
- サイダーガール（日语：サイダーガール） - イメージキャラクター（2020年）[74][75]
  - 「ID」（2020年）
  - 「落陽」（2020年）
- りりあ。（日语：りりあ。）「私じゃなかったんだね。」（2021年）
- HANDSIGN（日语：HANDSIGN） 「どうやって想い伝えようか」（2022年）
- クボタカイ（日语：クボタカイ） 「ロマンスでした」（2022年）

### 廣告
- エースコック（日语：エースコック）「スーパーカップMAX」（2018年）[76]
- しまむら（日语：しまむら）（2019年）[77]
- LINE漫畫（日语：LINEマンガ）（2020年）[78]
- 栄光の個別ビザビ（2020年）[79][80]
- 青山商事 洋服の青山（日语：青山商事） AOYAMANIA（2022年）[81]
- 丸亀製麺 「タル鶏天ぶっかけ タルトリテンダンス」篇（2022年）[82]
- 大東建託（日语：大東建託）「いい部屋ネット」（2022年）[83]

## 書籍

### 雜誌連載
- Popteen（2018年11月號 - 2021年7月號，角川春樹事務所）－ 專屬模特兒[16][9]

### フォトエッセイ
- 1stフォトエッセイ『ひたむき』（宝島社、2023年4月14日）ISBN 978-4299036728

## 外部連結
- 莉子 （页面存档备份，存于） - N.D.Promotion
- 莉子的X（前Twitter）
- 莉子的Instagram帳戶
- 莉子的TikTok
- YouTube上的Riko film頻道